# هنري فاكا
هنري فاكا (بالإسبانية: Henry Vaca) هو لاعب كرة قدم بوليفي في مركز الوسط، ولد في 27 يناير 1998 في سانتا كروز دي لا سييرا في بوليفيا. لعب مع ذي سترونغيست.

## وصلات خارجية
- هنري فاكا على موقع قاعدة بيانات كرة القدم.إي يو (الإنجليزية)
- هنري فاكا على موقع ناشيونال فوتبول تيمز (الإنجليزية)
- هنري فاكا على موقع Soccerway.com (الإنجليزية)
- هنري فاكا على موقع عالم كرة القدم.نت (الإنجليزية)
- هنري فاكا على موقع AS.com (الإسبانية)